# Happy (filme de 2011)
Happy é um filme documentário produzido nos Estados Unidos, dirigido por Roko Belic e lançado em 2011. Explora a felicidade humana através de entrevistas com pessoas de todas as classes sociais em quatorze países diferentes, tecendo nas mais recentes descobertas da psicologia positiva.[carece de fontes?]